# Operación Estaca
La Operación Estaca fue una operación militar liderada por las fuerzas españolas junto con las de Italia y Estados Unidos. El objetivo era claro, despejar la ruta Lithium para que los trabajos de gravelado pudieran continuar con seguridad. El objetivo era dejar asegurada y limpia la zona enemiga de actividad insurgente para que Afganistán tomara el control de la provincia luego de la retirada de 2014 de la coalición internacional OTAN-ISAF.